# Elevatorul Strépy-Thieu

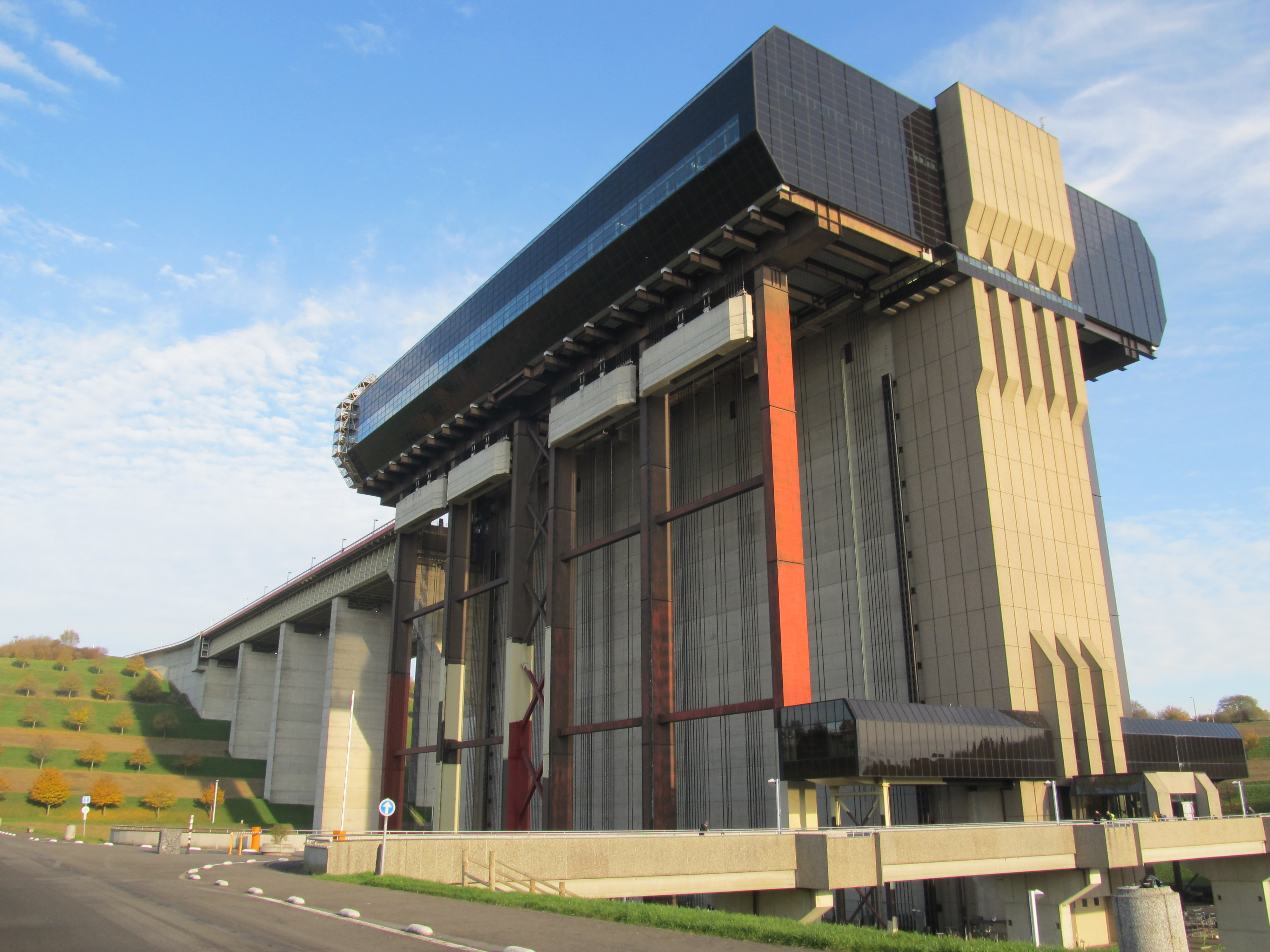
Elevatorul și canalul pe viaduct

Elevatorul Strépy-Thieu (în franceză L'ascenseur de Strépy-Thieu) este un dublu elevator pentru ambarcațiuni situat pe Canal du Centre, în provincia valonă Hainaut din Belgia, între satele Strépy-Bracquegnies și Thieu. 
Început în 1982 și inaugurat în 2002, elevatorul permite, grație celor două chesoane independente, traversarea unei denivelări de 73,15 metri între bazinul fluviului Escaut și un avanport spre bazinul fluviului Meuse situat la altitudinea de 121,10 metri. Avant-portul asigură legătura către o secțiune a canalului Bruxelles-Charleroi delimitată de planul înclinat de la Ronquières (la nord) și ecluza de la Viesville (la sud). Joncțiunea între Canal du Centre și canalul Bruxelles-Charleroi se face la Seneffe, la circa 11 km nord de elevator. 
Elevatorul Strépy-Thieu înlocuiește șase vechi instalații hidraulice, cele patru elevatoare de pe Canal du Centre și două ecluze, ceea ce reduce timpii de deplasare pe canal și pierderile de apă. El a constituit ultima etapă a programului de trecere a căilor navigabile belgiene la gabaritul de 1350 tone și facilitează traversarea ambarcațiunilor cu acest gabarit între bazinele fluviilor Meuse și Escaut. A fost cel mai înalt elevator de ambarcațiuni din lume până pe 18 septembrie 2016, când a fost inaugurat elevatorul pentru ambarcațiuni de la Barajul celor Trei Defileuri. Grație chesonului său unic, elevatorul din China permite parcurgerea în doar 40 de minute a unei distanțe de 113 metri pe verticală de către nave de până la 3000 de tone, spre deosebire de cele trei ore necesare pe cursul de apă anterior.
În 2006, elevatorul Strépy-Thieu a permis o creștere a traficului naval pe Canal du Centre de 22,7 %, ceea ce a contribuit la o creștere totală de 80 % calculată începând din 2004. După o scădere semnificativă în 2008 (-5 %) și 2009 (-14 %), elevatorul a cunoscut o creștere puternică a traficului în 2010 (+28 %) și o relativă stabilitate în 2011.

Amplasamentul elevatorului Strépy-Thieu (A) și al celor patru elevatoare pe care le-a înlocuit.

## Istoric
Nevoia construcției unui nou canal s-a ivit în urma acordului european de standardizare a barjelor de tip péniche la 1350 de tone. Pentru a soluționa impasul produs de denivelarea semnificativă și de vechile elevatoare de pe canalul istoric, care nu ar fi permis accesul acestor barje, au fost avansate mai multe propuneri. Soluția aleasă în 1977 a fost aceea a construcției unui nou canal între Havré și La Louvière care să ocolească secțiunea problematică de pe canalul istoric, precum și a unui elevator unic, dar de mari dimensiuni, care să rezolve diferența de altitudine. 
Costul acestui proiect a fost inițial estimat la o sumă în franci belgieni echivalentă cu 187 milioane de euro, iar lucrările au început în mai 1982, fiind prevăzute să dureze 10 ani. Delicatul raport instituțional între regiunile flamandă și valonă presupune ca orice investiție federală într-una din regiuni să fie însoțită de o investiție proporțional egală în cealaltă regiune. La început, șantierul elevatorului a beneficiat de compensațiile legate de amenajarea în Flandra a portului Zeebrugge din Bruges, dar în 1989, odată cu regionalizarea lucrărilor publice, Valonia a rămas fără bani, abia reușind să finanțeze conservarea șantierului, care se ridica la valori cuprinse între 13 și 25 de milioane de euro pe an. Un ajutor din partea Uniunii Europene, împrumuturi de la Banca Europeană pentru Investiții și capitaluri valone au permis în final terminarea proiectului și inaugurarea sa pe data de 1 septembrie 2002.

## Caracteristici tehnice

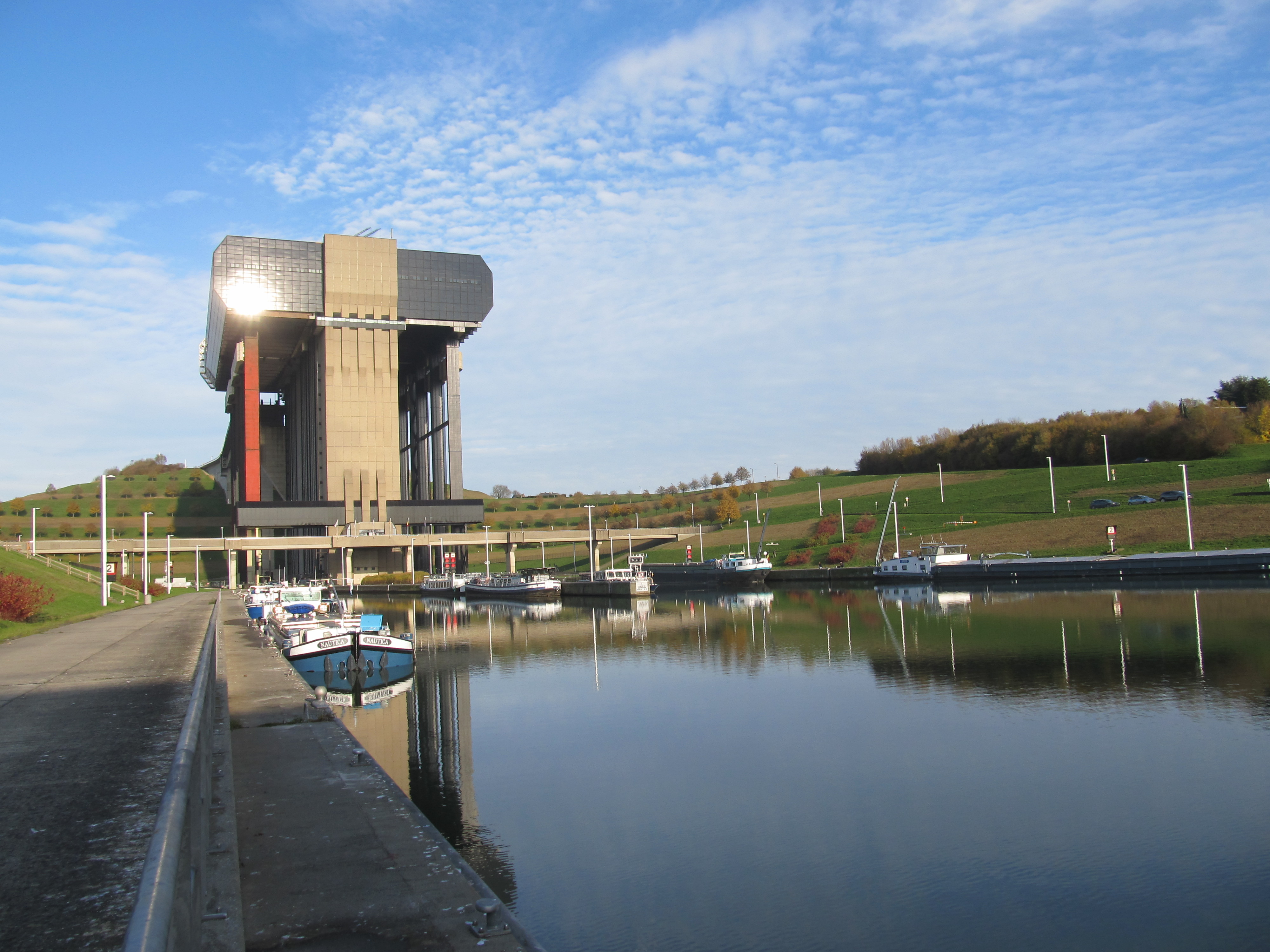
Canal du Centre la baza elevatorului.

Structura de la Strépy-Thieu este alcătuită din două chesoane independente, conectate cu contragreutăți, care se deplasează pe verticală între secțiunile din amontele și avalul canalului. Datorită principiului lui Arhimede, greutatea chesoanelor este aceeași atunci când sunt încărcate cu o ambarcațiune sau doar cu apă. În practică, variațiile nivelului apei dintr-un cheson conduc la o variație a masei chesonului între 7200 și 8400 de tone. Dimensiunile utile ale chesoanelor sunt de 112 m x 12 m, iar adâncimea apei este cuprinsă între 3,35 m (minim) și 4,15 m (maxim).
Fiecare cheson este susținut de 112 cabluri de suspensie (pentru contrabalansare) și 32 de cabluri de control (pentru coborâre și urcare), fiecare având un diametru de 85 mm. Masa contrabalanței a fost calculată să păstreze tot timpul tensiunea în fiecare cablu de control sub 100 kN. Cablurile de suspensie sunt înfășurate pe scripeți cu diametrul de 4,8 m. Patru motoare electrice acționează opt trolii pentru fiecare cheson prin intermediul unot cutii reductoare de viteză, iar cursa de 73,15 m a elevatorului este completă în 7 minute. Întreaga structură este armată masiv pentru a asigura rigidizarea împotriva solicitărilor la torsiune din timpul operațiunilor și are o masă de aproximativ 200.000 de tone. Înălțimea totală a structurii este de 117 m.
Porțile etanșe care se deplasează pe verticală pentru a închide și deschide chesoanele sunt proiectate să reziste unui impact al unei ambarcațiuni de 2000 de tone care se deplasează cu o viteză de 5 km/h.
Elevatorul transportă în medie circa 20 de barje péniche pe zi. El este promovat și ca o atracție turistică de către guvernul provinciei Hainaut. Un bilet pentru o călătorie dus cu unul din cele două ascensoare costă 5,50 €.

## Tonaj și număr de ambarcațiuni

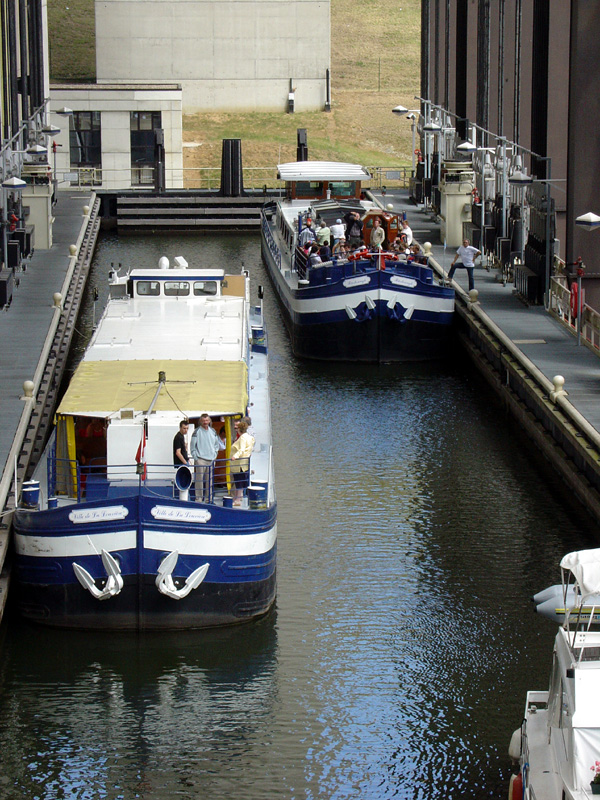
Ambarcațiuni încărcate într-un cheson.

| An   | Tonaj (în mii) | Număr de ambarcațiuni | Număr de ambarcațiuni încărcate |
| ---- | -------------- | --------------------- | ------------------------------- |
| 2003 | 1.247          | 3.433                 | 2.234                           |
| 2004 | 1.513          | 4.040                 | 2.622                           |
| 2005 | 1.870          | 4.941                 | 3.208                           |
| 2006 | 2.295          | 5.743                 | 4.067                           |
| 2007 | 2.302          | 5.559                 | 4.011                           |
| 2008 | 2.183          | 5.147                 | 3.629                           |
| 2009 | 1.874          | 4.751                 | 3.008                           |
| 2010 | 2.394          | 5.590                 | 3.661                           |
| 2011 | 2.405          | 5.763                 | 3.635                           |
| 2012 | 2.574          | 5.634                 | 3.763                           |
| 2013 | 2.713          | 6.022                 | 3.922                           |
| 2014 | 2.532          | 6.089                 | 3.931                           |
| 2015 | 2.322          | 5.339                 | 3.458                           |
| 2016 | 2.195          | 4.821                 | 3.126                           |
| 2017 | 2.435          | 5.016                 | 3.259                           |
| 2018 | 2.577          | 5.364                 | 3.657                           |
| 2019 | 2.364          | 5.199                 | 3.350                           |

## Transport în comun
Construcția este deservită zilnic de transportul în comun, odată cu prelungirea până la elevator a variantei B a liniei 30 (Anderlues - Thieu) a TEC Hainaut.

## Importanță simbolică
Elevatorul Strépy-Thieu reprezintă pentru naționaliștii flamanzi simbolul transferurilor financiare către Valonia. În ianuarie 2005, 12 camioane închiriate de partidul N-VA au descărcat 11,3 miliarde de euro falși la baza elevatorului. Acești bani simbolizau, în opinia partidului politic flamand, transferurile anuale dinspre nordul flamand către sudul francofon al țării. În ianuarie 2015, partidul Vlaams Belang a repetat gestul, de data aceasta cu 16 camioane, fiecare transportând câte un miliard de euro.
Totuși, în urma celei de-a treia reforme a statului belgian, din 1988, regiunea valonă a finanțat ea însăși lucrările. În plus, în ciuda depășirii bugetului estimat, canalul a avut un efect pozitiv: traficul naval s-a multiplicat de șase ori între 2001 și 2004, atingând 1,5 milioane tone anual.

## Galerie de imagini

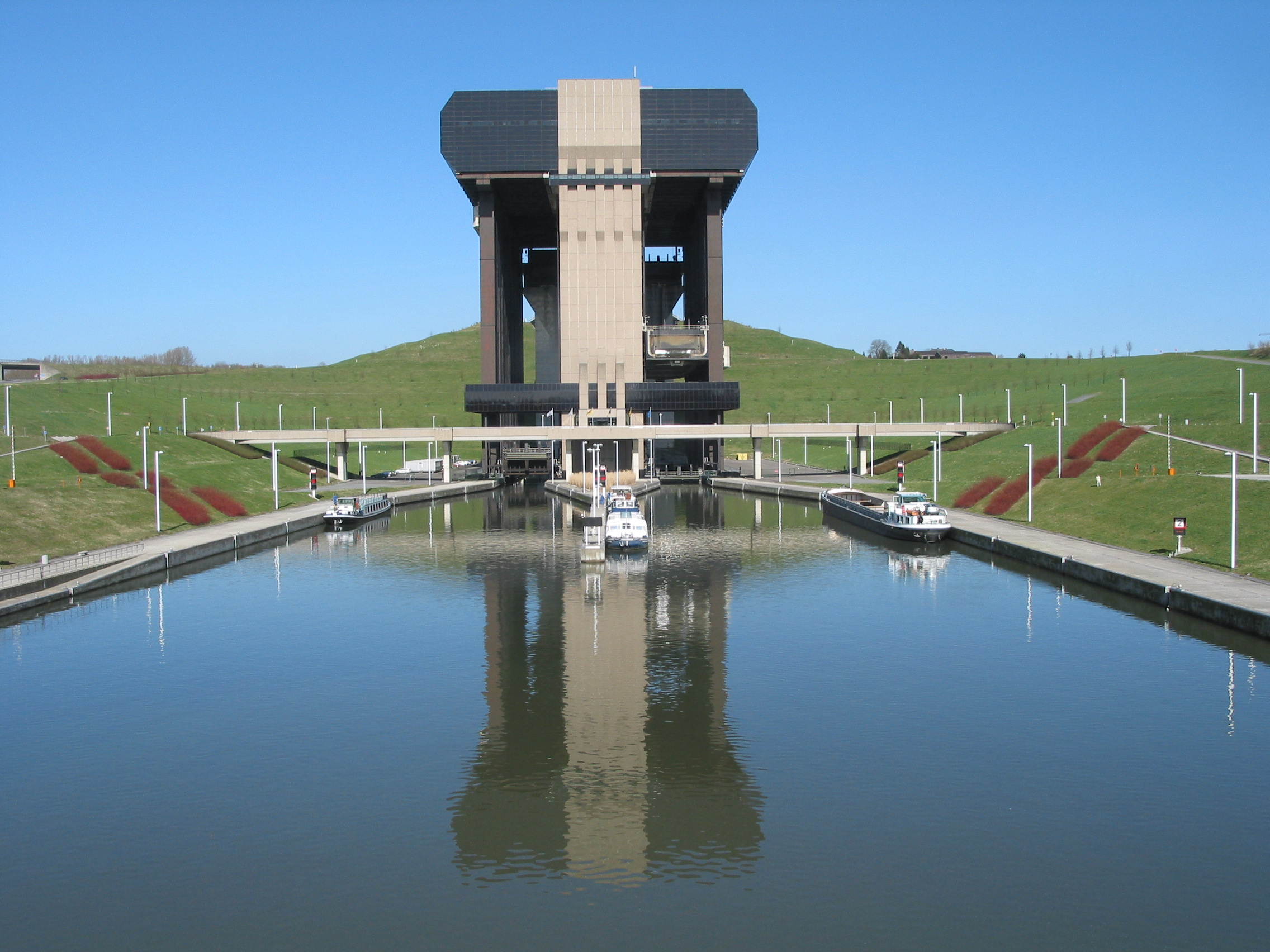
Vedere frontală a elevatorului cu portul de așteptare.
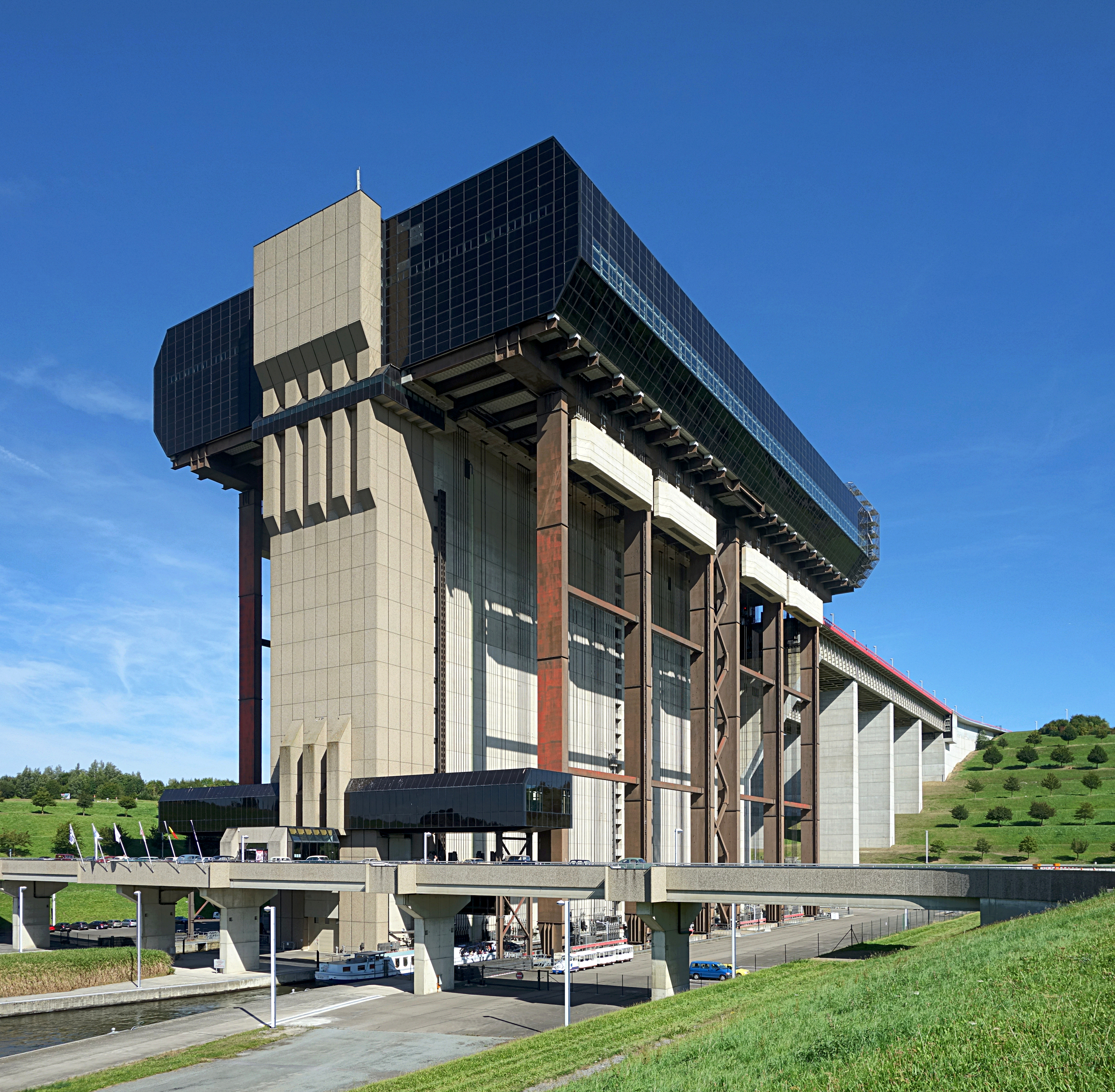
Elevatorul văzut din lateral.
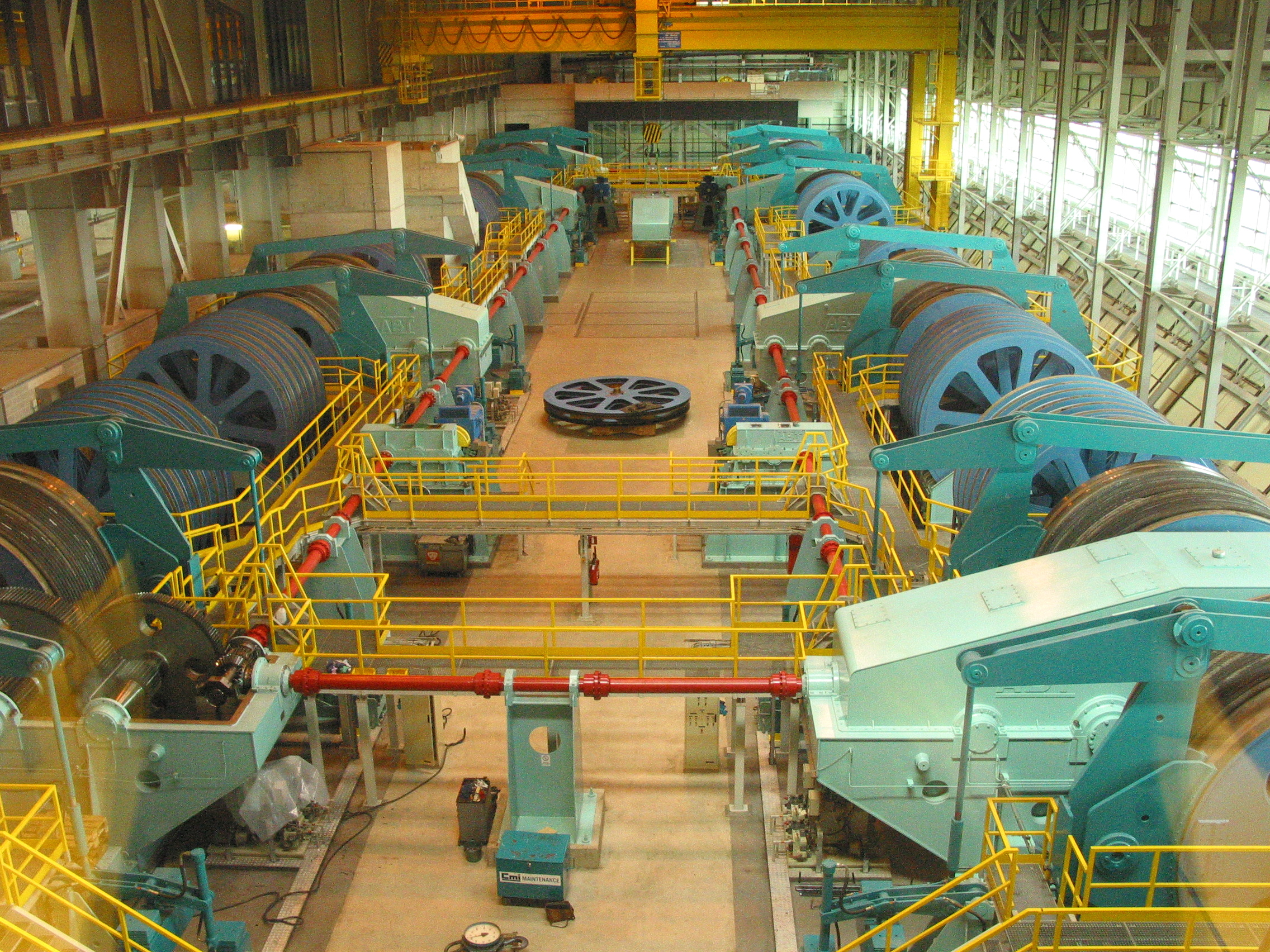
Sala mașinilor, la partea superioară a elevatorului.
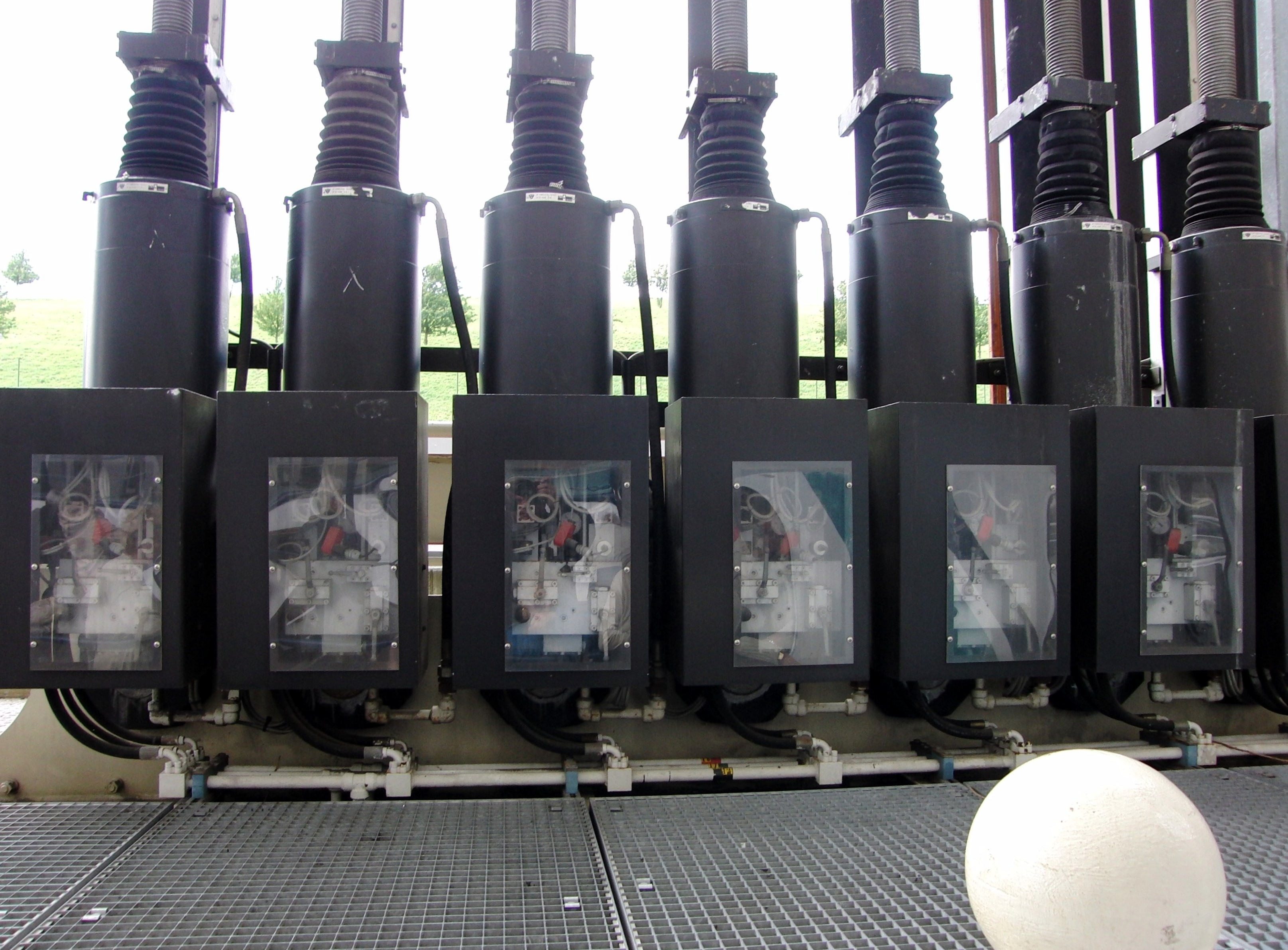
Sistemul pentru echilibrarea tensiunii cablurilor.
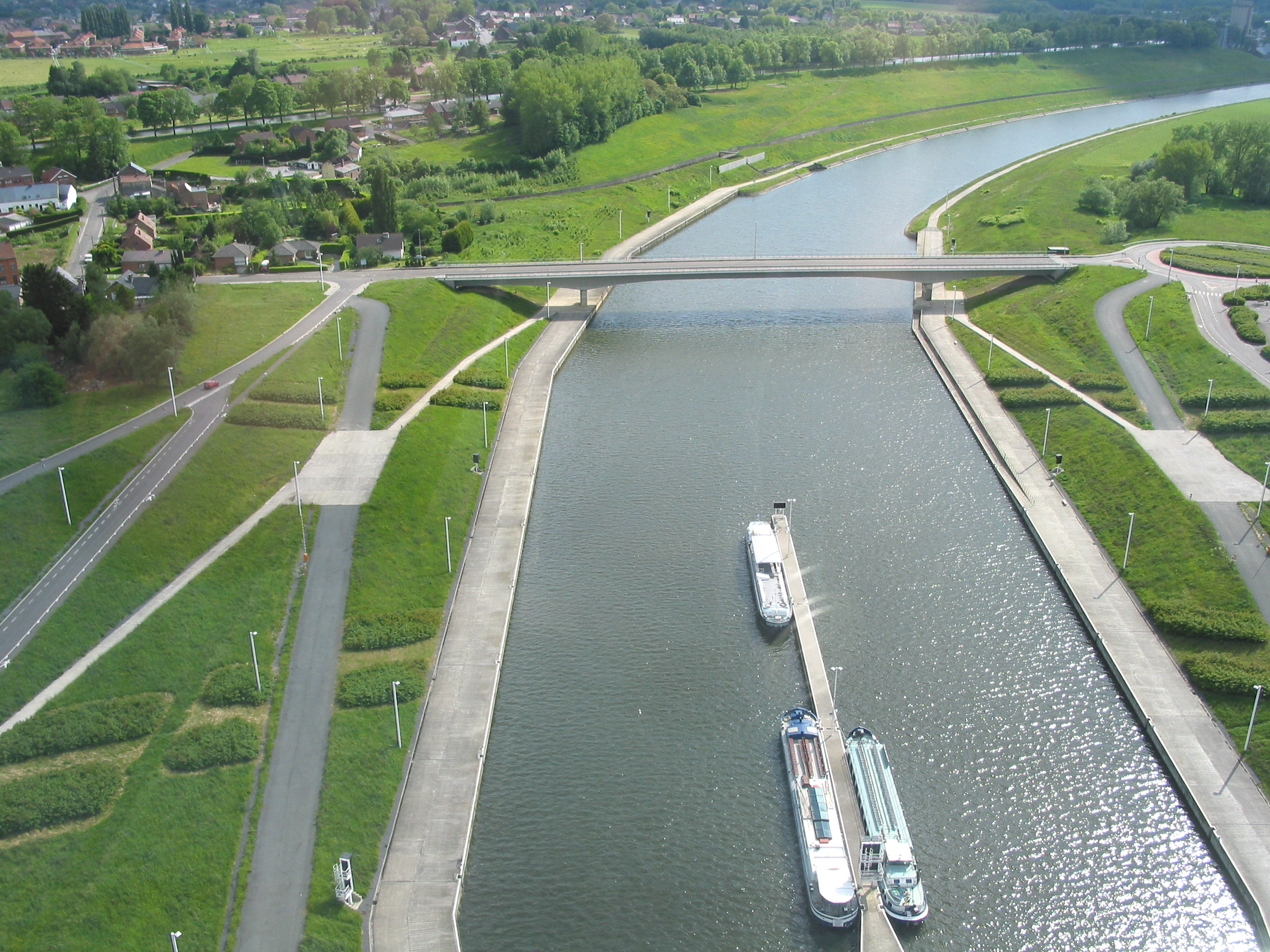
Panoramă a canalului din turnul elevatorului.